# Bijeli lovac, crno srce
Bijeli lovac, crno srce (eng. White Hunter Black Heart) je film  Clinta Eastwooda iz 1990. temeljen na knjizi  Petera Viertela. Viertel je napisao i scenarij. Lik glavnog junaka temeljen je na redatelju  Johnu Hustonu; u to vrijeme, moglo se čuti Eastwooda kako govori u Hustonovu stilu, dok je lik  Georgea Dzundze temeljen na producentu  Afričke kraljice,  Samu Spiegelu. Iako film u to vrijeme nije postigao veći uspjeh, smatra se jednim od najboljih Eastwoodovih radova, i kao glumca i kao redatelja.

## Radnja
Priča se vrti oko slavnog filmaša Johna Wilsona (Eastwood), koji putuje u  Afriku kako bi snimio svoj sljedeći film, a zajedno s njim putuje i mladi pisac Pete Verrill (Jeff Fahey). Za vrijeme priprema za snimanje, postaje opsjednut lovom na slonove. To dovodi do sukoba između dvojice muškaraca, ponajviše zbog ideje ubijanja takve velike životinje radi rekreacije. Wilson čak kaže kako je to tako loše da nije samo zločin protiv prirode, nego i "grijeh". Ipak, ne može prijeći preko toga da ubije divovsku životinju, slona s ogromnim kljovama. Konačno, lov završava s tragičnim završetkom jer pogiba Wilsonov lokalni vodič Kivu (Boy Mathias Chuma) dok ga je štitio od slona, a Wilson se ipak odlučuje ne pucati.
Film djelomično prepričava priču pisca Petera Viertela o njegovim iskustvima s Johnom Hustonom (lik Wilsona) dok je snimao Afričku kraljicu) u vrijeme kad su se filmovi rijetko snimali izvan  Sjedinjenih Država.

## Zanimljivosti
- Kao u slučaju filma o čijem snimanju govori, i ovaj film je sniman u Africi. U slučaju Bijelog lovca, crnog srca, u Zimbabveu.
- Mali parobrod koji je korišten u sceni na rijeci je isti onaj kojim su plovili Humphrey Bogart i Katharine Hepburn u  Afričkoj kraljici (1951.)
- I Katharine Hepburn je napisala knjigu o svojim pustolovinama na snimanju Afričke kraljice, The Making of The African Queen: Or, How I Went to Africa With Bogart, Bacall and Huston and Almost Lost My Mind.
- Konačnu verziju scenarija napisao je James Bridges.

## Vanjske poveznice
- Bijeli lovac, crno srce u internetskoj bazi filmova IMDb-a
- Movie stills